# Látássérültek elemi rehabilitációja Magyarországon
Mivel sokszor nincs lehetőség helyreállítani a látást, ezért fontos a fejlesztés és a rehabilitáció. A cél az, hogy a vakok képessé váljanak az önálló életre, tudjanak például önállóan közlekedni az utcán (a fehér bot szakszerű használatával), önállóan ellátni a háztartást, használni a számítógépet, illetve a látássérültségét tényét pszichikailag is segítenek feldolgozni.
A látássérültek rehabilitációjának gondolata Magyarországon először a millennium idején fogalmazódott meg. A látássérült gyerekeket a Vakok Állami Intézetében készítették fel az önálló életre, de a felnőttek elemi rehabilitációja egészen 1980-ig megoldatlan probléma maradt.
Az elemi rehabilitáció mellett segítenek szociális ügyekben, érzelmileg támogatják a hallgatókat, egészségügyi ellátást nyújtanak, biztosítják a mozgásterápiát és a testi kondíció fejlesztését, valamint megszervezik a társasági életet és a szabadidő eltöltését.

## Története
A vakok fejlesztése, rehabilitása Magyarországon évszázados gondolat. E szellemben alapították Vakok Állami Intézetét is, a korszellem azonban nem kedvezett a felnőttek önálló életre és munkára való felkészítésének.
A felnőttkorban megvakult emberek problémájának kezelésére elsőként 1976-ban dr. Göllesz Viktor, a Bárczi Gusztáv Gyógypedagógiai Tanárképző Főiskola tanára tett hivatalos javaslatot az elemi rehabilitáció bevezetéséről. (Göllesz, 1976).  Ebben a korban már sok neves intézet végzett ilyen munkát, például a vietnámi háborúban megsérülteket gondozó és rehabilitáló chicagói Hines intézet.
Göllesz Viktor cikke után még két évet kellett arra várni, hogy megpróbálkozzanak a látássérült felnőttek rehabilitációjával. 1978-ban a Vakok Állami Intézete megpróbált két fiatalembert (akik az angolai háborúban sérültek meg) elemi rehabilitációban részesíteni, de kiderült, hogy sem a személyi, sem az intézményi háttér nem megfelelő, és az ott dolgozók még a módszertan alapjait sem ismerték, pedig a nemzetközi hírű Bárczi Gusztáv Gyógypedagógiai Tanárképző Főiskolán tanultak. A munkát végül egy már tapasztalt gyógypedagógusra, Imreh Emíliára, és Csattos Márta tiflopedagógus hallgatóra bízták. Fáradságos munkával, szűkös lehetőségek között gyűjtötték a szakirodalmat, és tettek szakmai utakat.
A kutatómunka nem volt mentes a félreértésektől. A két szakember például úgy gondolta, hogy Angolában bizonyára angolul beszélnek, ezért megtanultak angolul. Csak a helyszínen derült ki, hogy a hivatalos nyelv a portugál. A gondjaikra bízott látássérültek sem beszélték az angol nyelvet, csak saját törzsi nyelvüket, de siketvakos módszerekkel sikerült megoldani a problémát, és megtanulni a nyelvüket.
Igen nehéz körülmények között, házi készítésű eszközökkel, mégis vígan folytatták munkájukat. Fél év múlva újabb három látássérült magyar állampolgár elemi rehabilitációját kezdték meg. A fiatalok a rehabilitáció után munkába is álltak telefonalközpont-kezelőként. Csattos Márta 1979-ben írta szakdolgozatát, amiben bemutatja az elemi rehabilitáció kísérleti szakaszának eredményeit, és ami egyben az első magyar nyelvű szakirodalom-gyűjtemény a látássérültek elemi rehabilitációjáról.
A szakdolgozat megjelenése után megtervezték és megszervezték a 
Vakok Elemi Rehabilitációs Központját. A csoportot végül Vakok Elemi Rehabilitációs Csoportjának (VERCS) nevezték el, és az első vezetője Prónay Beáta lett. Az ő tervei szerint alakították ki a terápiás teret, rendezték be a szobákat. Ő határozta meg a működés rendjét, vetette nyilvántartásba az integráltan, mégis önállóan működő szervezeti egységet, valamint indította el a hosszú fehér bot gyártását Magyarországon.
Az első fehér botokat egy horgászbotokat gyártó vállalkozás készítette. A VERCS számára készült darabokat a VGYOSZ fizette. Ezután már gördülékenyen folyt a munka, és a legnagyobb nehézséget a rászorulók felkutatása jelentette. Ügyfeleiket főleg kórházlátogatások és levelezés útján kutatták fel.
Az első hivatalos tanfolyam 1980-ban indult. A rendszeres elemi rehabilitációs munka két tiflopedagógus, egy mozgástréner, egy szociális szervező, egy félállású pszichológus, egy gyógytornász és két gondozó, köztük egy egészségügyi végzettségű munkatárs közös erőfeszítése révén indult meg. A szolgáltatások az igényekhez alkalmazkodva fejlődtek. A kezdeti bentlakásos képzési forma mellett megjelent az otthontanításos, végül az ambuláns ellátási forma is. A korai időben a rehabilitáció tizenkét hetes volt, és egyszerre csak nyolc fővel tudtak foglalkozni. A résztvevők újratanulták a mindennapos tevékenységeket, megismerték a gépírást és a Braille írás-olvasást, a segédeszközök használatát, megismerték a szabadidő eltöltésének lehetőségeit. A VERCS korai időszakáról Csattos Márta emlékezett meg 1984-ben kiadott Utak és kiutak című művében.
A Felnőttkorban Megvakultak Baráti Köre (ma: VERCS Klub) 1982-ben alakult meg 
a VERCS munkatársainak kezdeményezésére a legelső tanfolyamon végzettek egyikének, Bartha Zsuzsának a vezetésével. Ez a szervezet nyomon követte a rehabilitált személyeket, integrálta az újoncokat, segítette az utógondozást és a rászorulók felkutatását egyaránt.
Az államilag szervezett VERCS 23 évig monopolhelyzetben volt. A pedagógiai módszerek fejlődésének szókségességét az intézmény akkori vezetése nem látta be, a fejlődés éveken át lassan, csak a munkatársak erejéből valósult meg. A Szempont Alapítványt 1991. december 16-án hozták létre, és 1992-ben jegyezték be. Az alapítványt abból a célból tették, hogy a VERCS működését a civil szférában is támogassák. Az alapítvány sokoldalúan támogatta anyaszervezetét, majd 2003-ban levált róla, és megtörte a monopóliumot. A Szempont Alapítványnak nem volt ingatlana; anyagi lehetőségeihez mérten ambuláns és otthontanítási formában működött. Az elemi rehabilitáció új működési formája volt az ambuláns munka. Ezt az újítást több új szolgáltatás bevezetése követte: szociális munkás telepítése a Szemészeti Klinikára, az Alapítvány és a Klinika együttműködési megállapodása lapján, a funkcionális látásvizsgálat és látásnevelés, a számítástechnikai tanácsadás és oktatás bevezetésével egészült ki. Módszerei holland és akárcsak a VERCS módszerei, az amerikai tapasztalatokra építettek, míg a Fehérbot Alapítvány tevékenysége kezdetben a német módszereket tükrözte.
Ezután sorra alakultak meg a regionális elemi rehabilitációs központok. Az elsőt az MVGYOSZ győri csoportja hozta létre. A hajdúdorogi Fehér Bot Alapítvány látássérültek otthoni gondozását végzi, valamint értékes tapasztalatokra tett szert a látássérültek munkába állásának segítésében. Ezekre a tapasztalatokra építve kezdték meg elemi rehabilitációs szolgáltatásukat ambuláns formában 2006-ban. 
A Vakok Észak-Alföldi Regionális Egyesülete a Fehér Bot Alapítvánnyal karöltve innovatív és hatékony munkarehabilitációt végez.

## Rehabilitációs lehetőségek
A statisztikai adatok szerint évente 4 000 – 6 000-ren vakulnak meg, ezért segítségre szorulnak. Az önálló életre való felkészítésükre szolgáló szakmai tevékenységeket összefoglalóan elemi rehabilitációnak nevezzük. Speciális módszereket és technikákat tanítanak, hogy a felnőttként látássérültek újra képesek legyenek az önálló életre. A szolgáltatók együttműködnek a kórházakban végzett egészségügyi rehabilitációt végző szakemberekkel, és megalapozzák a foglalkozási rehabilitációt.
Magyarországon 1980 óta a gyógypedagógusok és szociális munkások vállvetve igyekeznek szakértő segítséget nyújtanak abban, hogy a látássérültek ne szoruljanak hozzátartozóik segítségére, és a társadalomban is szerepet tudjanak vállalni. az első, és 23 évig egyetlen szolgáltató a budapesti Vakok Állami Intézete volt, ami bentlakásos formában tartotta tanfolyamait. 
2005 óta azonban országszerte 9 szolgáltató végez elemi és foglalkozási rehabilitációt.
Magyarországi szolgáltatók
- Észak-magyarországi Látássérült-rehabilitációs Központ[1] – Miskolc
- Fehér Bot Alapítvány – Debrecen
- Fény a Sötétben Alapítvány, Tata, Budapest
- Kilátás Alapítvány – Kaposvár
- Kreatív Formák Alapítvány – Szeged
- Látássérült Személyek Elemi Rehabilitációs Központja – Győr
- Molnár Gábor Elemi Rehabilitációs Központ – Székesfehérvár
- Siketvakok Országos Egyesülete, Rehabilitációs Részleg – Budapest
- Szempont Alapítvány – Budapest
- Vakok Állami Intézete, VERCS – Budapest (országos hatáskör)

A szakképzés terén nagy előrelépést jelent, hogy az ELTE Bárczi Gusztáv Gyógypedagógiai Kara posztgraduális rehabilitációs szakember képzést indított el. Az első évfolyam 2010-ben végzett.

## Folyamata
Az egyes részterületeket modulokba, szolgáltatási elemekbe szervezik az átláthatóság és a szervezés érdekében.
Akiknek van még valamilyen látásmaradványuk, azoknál felmérik a megmaradt látást a látásnevelés egyénre szabásának érdekében. Erre azért is szükség van, mert a látás különböző okok miatt sérülhet, és ez más és más hatással lehet a különböző emberek életére. A látásvizsgálat formája a funkcionális látásvizsgálat. A látásnevelés mellett szintén egyénre szabva kiválasztják és megtanítják az optikai segédeszközök használatát.
A látássérültek életében fontos az önálló és biztonságos közlekedés tanítása, mivel éppen a tájékozódást szolgáló képességük, a látásuk sérült. A tájékozódás és közlekedés keretén belül a sérült személy megtanulja a hosszú fehér bot használatát, ami lehetővé teszi, hogy önállóan, vezető nélkül közlekedjen.
Nem is gondolnánk, hogy mennyi hétköznapi tevékenységhez használjuk a látásunkat.  Ha a látás sérül, akkor az ember már nem képes úgy végezni ezeket a tevékenységeket, mint korábban. A mindennapos tevékenységek szolgáltatási elem a biztonságos és praktikus technikák, és a segédeszközök megismerését és használatának elsajátítását foglalja magába, ezzel az önkiszolgáláshoz nyújt segítséget.
A látás az általánosan használt, úgynevezett síkírás olvasásához is nélkülözhetetlen. A gyengénlátók még tudják különböző segédeszközökkel olvasni, a vakok azonban nem, így elesnek az információszerzésnek és szórakozásnak eme lehetőségétől. A tapintható írás-olvasás szolgáltatási elem keretén belül tanítják a Braille-írást. A Vakok Állami Intézete az országban egyedüliként Moon-írást is tanít.
Korunk elképzelhetetlen számítógép nélkül. Segítséget jelent a kapcsolattartásban, lehetőséget az időtöltésre és munkára. A résztvevők korábban a géppel való kommunikációhoz is a látásukat használták, ezért informatika tanfolyamokon kell megtanulniuk a géppel való kommunikáció új formáit, és az erre szolgáló programok használatát.
Az elemi rehabilitációhoz kapcsolódik továbbá a pszichés, szociális és a foglalkozási rehabilitáció is.
A Vakok Állami Intézete összes szolgáltatása a látássérültek rendelkezésére áll mind bentlakásos, mind ambuláns, mind lakókörnyezetben végzett formában. Emellett lehetőséget nyújt a látássérültté vált ember környezetének, családjának, barátainak és munkatársainak arra, hogy jobban megismerjék a sérült élethelyzetét, és segíti, hogy a környezet megfelelően viszonyuljon a résztvevőhöz, ne legyenek tanácstalanok, bizonytalanok a sérülésével kapcsolatban, és ne sajnálkozzanak rajta. Továbbá lélektanilag is támogató környezetet nyújtanak, hogy kimondhatóvá tegyék a kimondhatatlant.
A Vakok Állami Intézetében az elemi rehabilitációhoz kapcsolódnak az alábbi szolgáltatások is:
- pszichés segítségnyújtás
- szociális ügyekben segítségnyújtás
- a szabadidő hasznos és értékes eltöltése (társasági és kulturális élet)
- foglalkozási rehabilitáció
- egészségügyi ellátás
- mozgásterápia és a testi kondíció építése, fejlesztése

Mindezek az ellátások ingyenesek.